# Парусный мастер

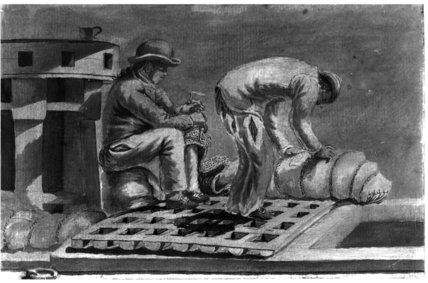
Парусный мастер за работой, 1774

Па́русный ма́стер, иногда разг. па́русник — специалист, занятый проектированием, изготовлением и ремонтом парусов. 
В век паруса, помимо парусных мастеров на верфях, каждый корабль имел собственного парусного мастера, а особенно крупные и целую команду парусных мастеров. В военном флоте парусный мастер часто был одновременно должностью и званием. Так, в английском флоте парусный мастер имел унтер-офицерское звание и являлся старшиной команды парусников. Его подчинённые (иногда до 12 человек) носили звания «помощников парусного мастера». Их, вместе с остальными специалистами, не нёсшими регулярных вахт, официально называли «бездельниками» (idlers). Освобождение от вахт они имели не от человеколюбия начальства, а из-за большого груза собственной работы. Кроме парусов, они занимались пошивом всего тряпичного имущества: чехлов, коек, виндзейлей, обвесов, флагов, вымпелов. Главными инструментами были парусная игла и гардаман.
Современный парусный мастер обычно работает в мастерской на берегу. Основным инструментом стала швейная машина, для измерений и раскроя может быть использовано всё, вплоть до компьютеризованного оборудования. Парусная мастерская может быть частью спортивной верфи или существовать самостоятельно.
Ремесло изготовления парусов, хотя и опирается на теорию и расчёт, во многом остаётся продуктом опыта и интуиции, не поддающихся точному измерению.

## Галерея

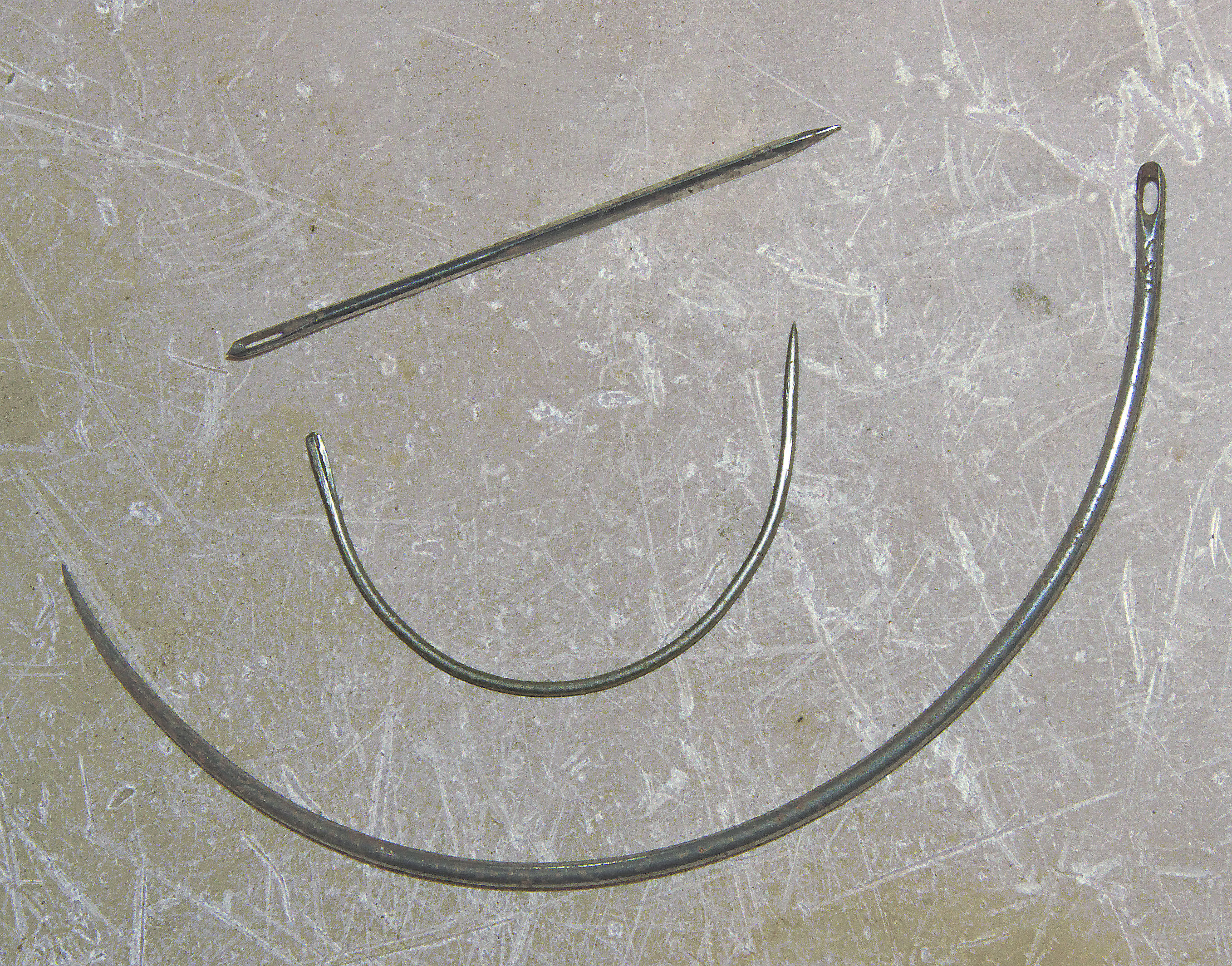
Парусные иглы
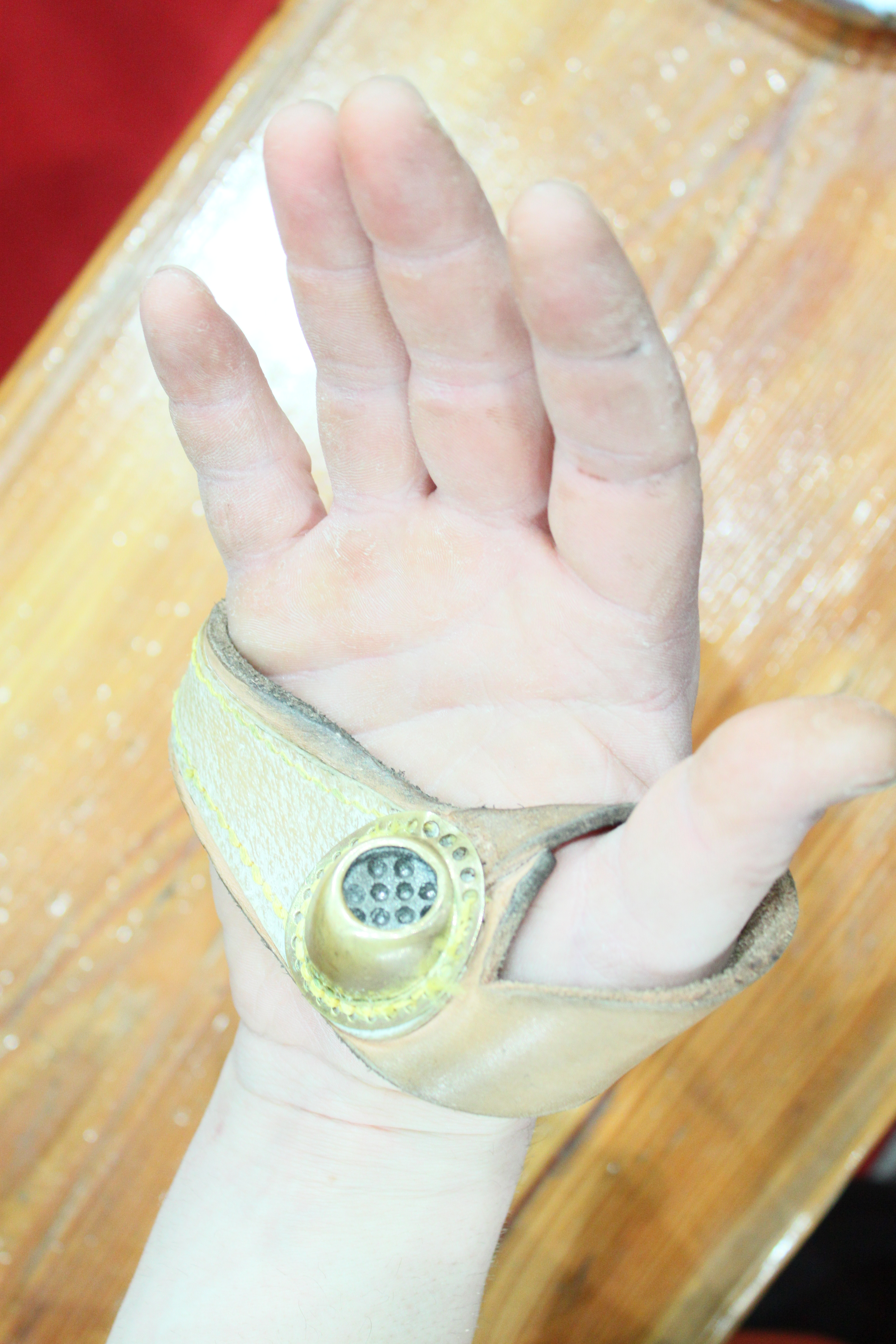
Гардаман
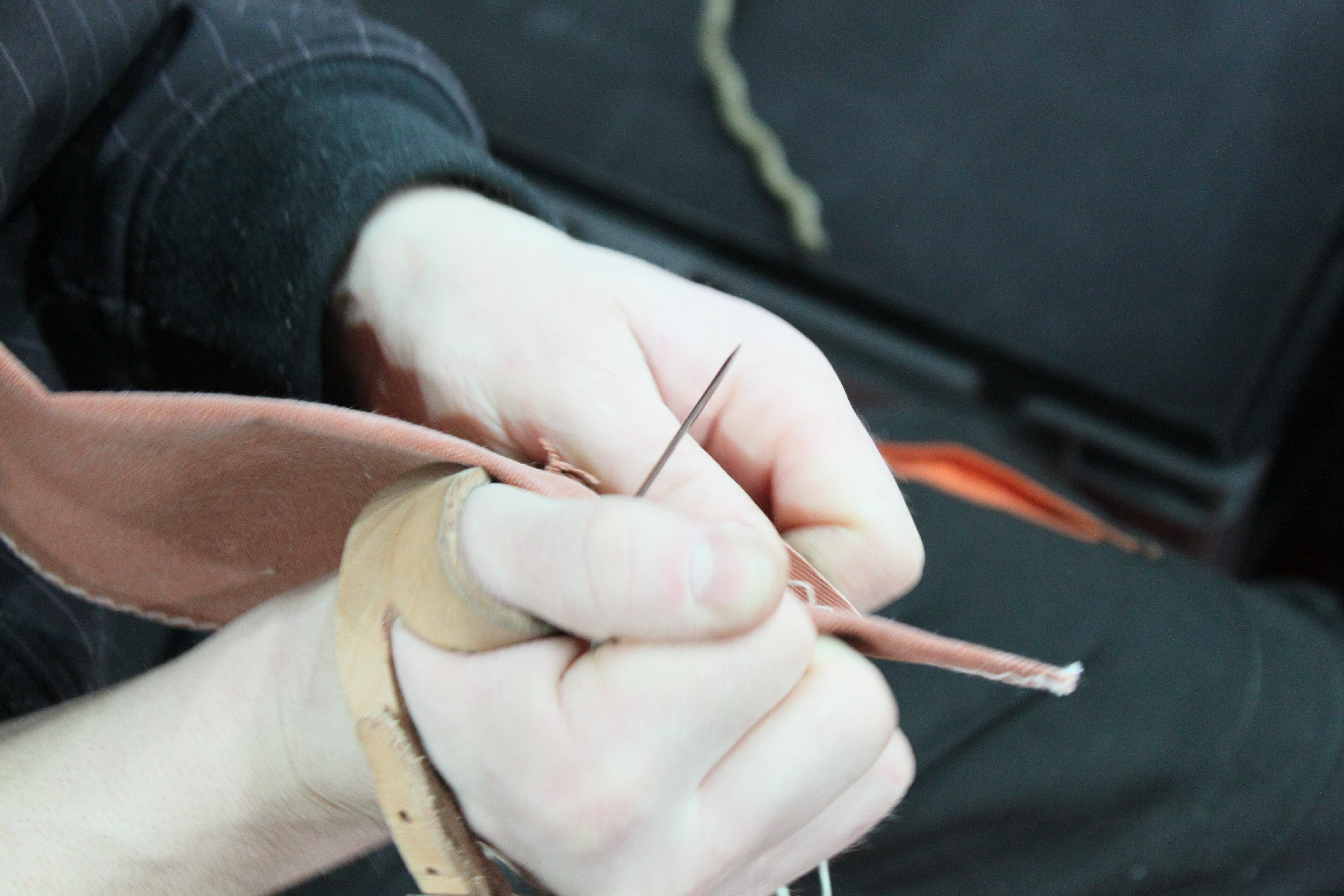
Работа иглой и гардаманом
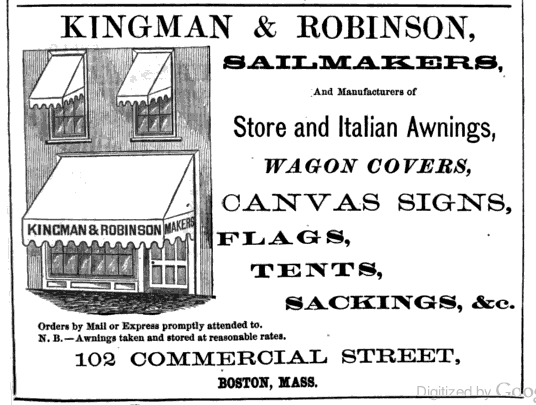
Реклама парусной мастерской, 1868
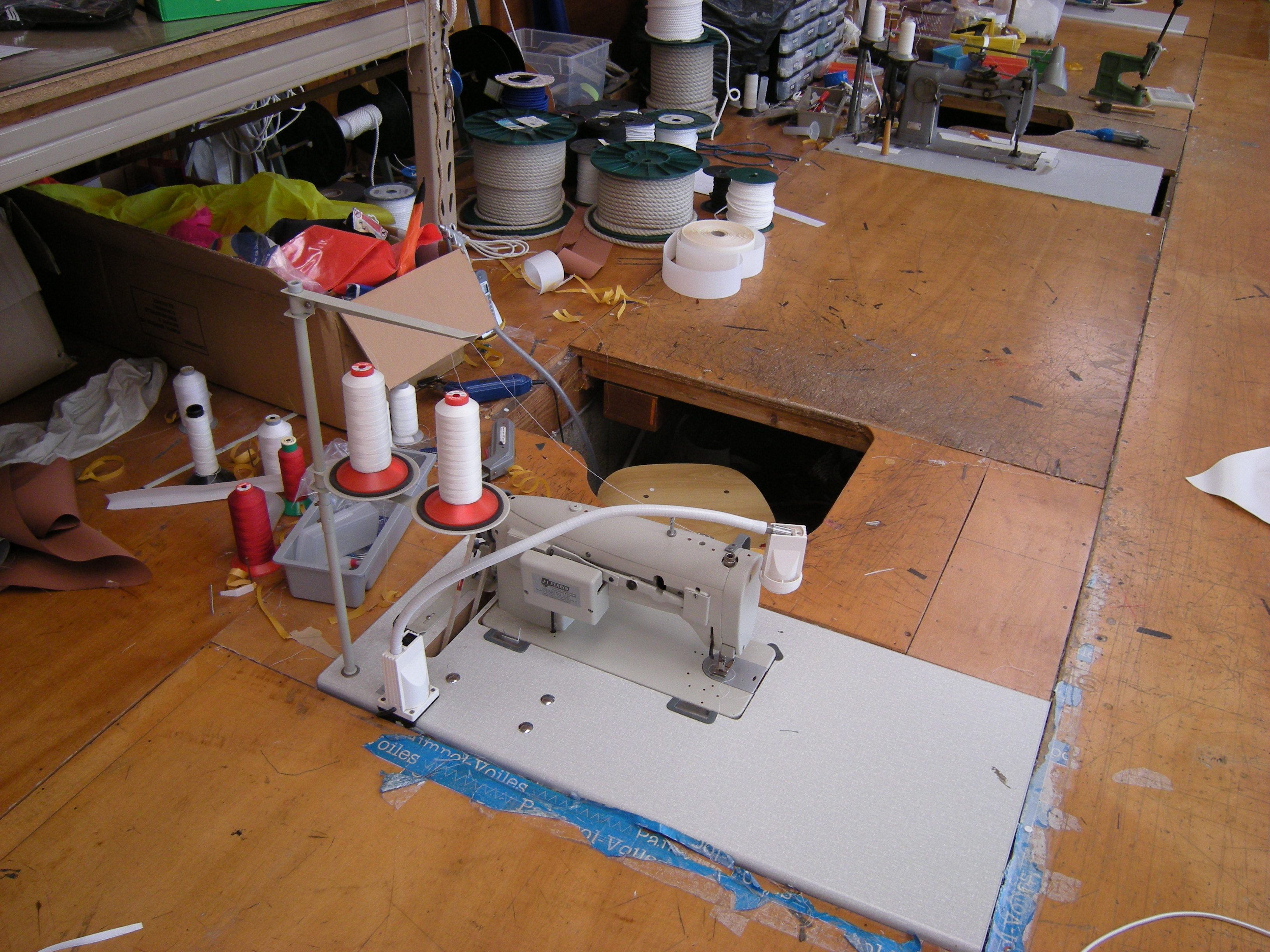
Оборудование современной парусной мастерской